# Рајан О’Нил
Чарлс Патрик Рајан О’Нил (енгл. Charles Patrick Ryan O'Neal; Лос Анђелес, 20. април 1941 — Лос Анђелес, 8. децембар 2023) био је амерички филмски и телевизијски глумац и аматерски боксер, који се појавио у 54 филма и великом броју телевизијских серија.
О’Нил је тренирао као аматерски боксер, пре него што је започео каријеру у глуми 1960 године. Године 1964. добио је улогу Роднија Харингтона у АБЦ–јевој вечерњој сапуници Градић Пејтон. Серија је била тренутни хит и подстакла је О’Нилову каријеру. Касније је успех пронашао у филмовима, од којих је најистакнутији Љубавна прича (1970), за коју је добио номинације за награде Академије и Златни глобус за најбољег драмског глумца. Потом у филмовима Питера Богдановића Што те тата пушта саму? (1972) и Месец од папира (1973), Бери Линдон (1975) Стенлија Кубрика, Недостижни мост (1977) Ричарда Атенбороуа  и Возач Волтера Хила (1978). Од 2005. до 2017. имао је епизодну улогу у Фоксовој ТВ серији Боунс као Макс, отац главне јунакиње серије.